# Charlotte Le Bon
Charlotte Le Bon (ur. 4 września 1986 w Montrealu) – kanadyjska eksmodelka, prezenterka telewizyjna i aktorka, a także graficzka, ilustratorka i fotografka.
Nominowana do Cezara dla najlepszej aktorki w roli drugoplanowej (2015) za rolę Victoire Doutreleau w filmie Yves Saint Laurent Jalila Lesperta.

## Życiorys
Charlotte Le Bon urodziła się w 1986 r. w Montrealu jako córka Brigitte Paquette i Richarda Le Bon. Jej matka i ojczym, Frank Schorpion, są aktorami. Po nauce sztuk wizualnych zaczęła karierę modelki w wieku 16 lat, a mając lat 19, opuściła Kanadę, aby pracować w tym zawodzie za granicą. Po krótkim pobycie w Tokio i Nowym Jorku ostatecznie zamieszkała w Paryżu w 2010 r. Swoją pracę w charakterze modelki wspomina z niechęcią. Reklamowała m.in. perfumy Si Lolita Lolity Lempickiej czy Incredible Me d'Escada i kawę Carte Noire.
W wieku 24 lat (2010 r.) wygrała casting do „Le Grand Journal”, francuskiego programu telewizyjnego Canal+ z gatunku talk-show, gdzie prezentowała prognozy pogody w formie zabawnych skeczów. Karierę telewizyjną porzuciła na rzecz aktorstwa.
Zasiadała w jury sekcji "Cinéfondation" na 76. MFF w Cannes (2023).

## Filmografia
- 2007: Le goût du temps
- 2010: Impossible jako Thin Girl
- 2012: Asterix i Obelix: W służbie Jej Królewskiej Mości (Astérix & Obélix: Au service de sa Majesté) jako Ophélia, narzeczona Jolitoraksa
- 2012: La stratégie de la poussette jako Marie Deville
- 2013: Dziewczyna z lilią (L'écume des jours) jako Isis
- 2013: Le grand méchant loup jako Natacha
- 2013: La marche jako Claire
- 2013: Hubert & Takako (serial animowany) jako Takako (głos)
- 2014: Yves Saint Laurent (Yves Saint Laurent) jako Victoire Doutreleau
- 2014: Libre et assoupi jako Anna
- 2014: Podróż na sto stóp (The Hundred-Foot Journey) jako Marguerite, zastępca szefa kuchni
- 2015: The Walk. Sięgając chmur (The Walk) jako Annie Allix, przyjaciółka Philippe'a Petita
- 2016: Comment par un beau matin d'avril jako Perfect Girl
- 2016: Dzień Bastylii (Bastille Day) jako Zoe Naville
- 2016: W głowie się nie mieści (Inside Out) jako Radość (głos, dubbing w języku francuskim i w języku quebeckim)
- 2016: Le secret des banquises jako Christophine
- 2016: Operacja Anthropoid (Anthropoid) jako Marie Kovárníková, przyjaciółka Jana Kubiša
- 2016: Realive jako Elizabeth
- 2016: Przyrzeczenie (The Promise) jako Ana Khesarian, Ormianka w okresie ludobójstwa
- 2016: Iris jako Claudia, kochanka Antoine'a
- 2019: Berlin, I Love You jako Rose
- 2021: Przestroga (Warning) jako Charlotte (wraz z Tomaszem Kotem, Thomasem Jane'em i Patrickiem Schwarzeneggerem, synem Arnolda)[9][10]
- 2022: Fresh jako Ann

Pojawiała się również we francuskojęzycznych serialach telewizyjnych Le débarquement (2013), Calls (2017–2019), C'est comme ça que je t'aime (2020), serialu animowanym Hubert et Takako (2013–15) oraz w teledysku „Desencuentro” (2017) portorykańskiego rapera Residente.